# سندباد

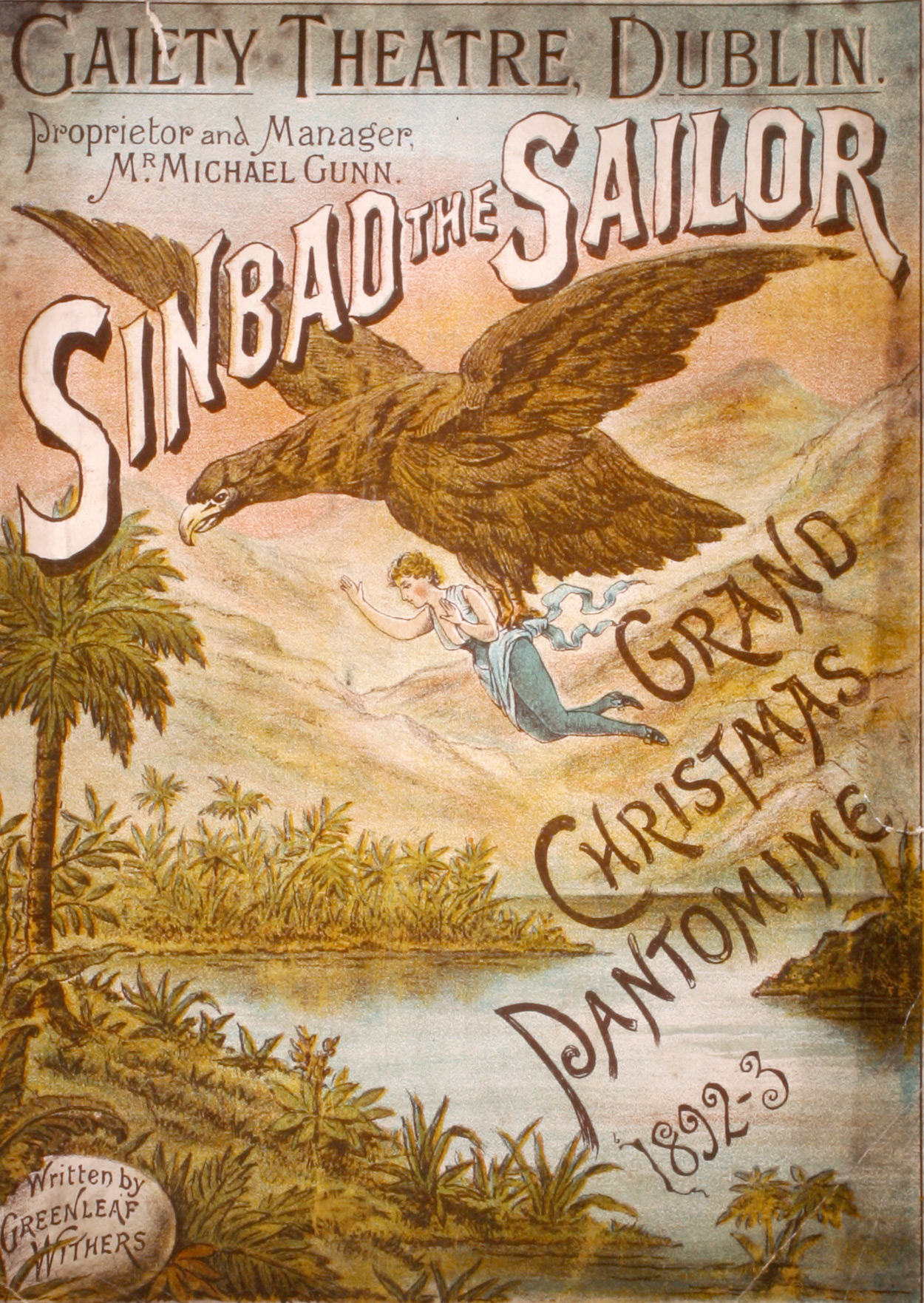
یکی از برداشتها از قصه سندباد

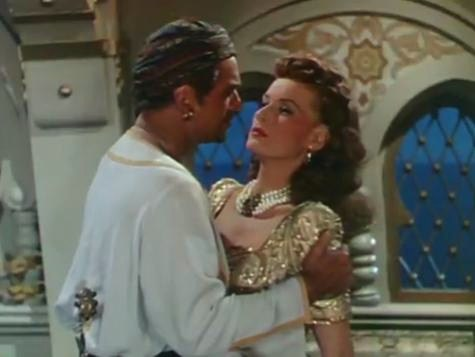
فیلم سندباد ۱۹۴۷

سندباد بحری یا سندباد ملوان (/ˈsɪnbæd/؛ به عربی: سندباد البحری، به رومی: Sindibādu l-Bahriyy) قهرمان یک سری داستان در قصه‌های هزار و یک شب است. او از اهالی بغداد است که در دوران خلیفه هارون‌الرشید (۷۸۶–۸۰۹ میلادی) که دریانوردان مسلمان به دنبال کشف دنیا بودند زندگی می‌کند و به این حرفه می‌پردازد. او در طول هفت سفر در سراسر دریاهای شرق آفریقا و جنوب آسیا، ماجراجویی‌های خارق‌العاده ای در قلمروهای جادویی دارد، با هیولاها روبرو می‌شود و شاهد پدیده‌های ماوراء طبیعی است. داستان سندباد جزو آخرین بخش‌های اضافه شده به هزار و یک شب است.

## ریشه‌های سندباد
سِندباد که به گونه سنباد هم نوشته می‌شود در فارسی پهلوی به معنای نیروی اندیشه همچنین به معنی بادی است که از سوی رود سند بوزد. همچنین نوشته‌اند که سندباد در اصل تندباد بوده که به صورت سندباد معرب شده است. ولی جدا از این معنا سندباد بیشتر یک چهره داستانی کهن ایرانی است که از او به همراه لقب سندباد دریایی، سندباد دریانورد یا سندباد بحری نام برده شده است. این داستان در قصه‌های هزار و یکشب هم گنجانده شده و به میان عربها هم راه یافته است و اروپاییان آن را از ایشان گرفته‌اند. داستان سندباد امروزه سوژهٔ چندین فیلم سینمایی و داد و ستد، تجارت، بنگاه، کار و کسب و پویانمای گوناگون در جهان شده است.
احتمالاً در نیمهٔ اول سدهٔ نهم میلادی سلیمان تاجر، دریانورد ایرانی به خاور دور سفری کرد و شرح سفر وی در ۸۵۱ میلادی به وسیلهٔ مؤلف ناشناسی نوشته شد. این قدیم‌ترین گزارش به زبان عربی از چین و بسیاری از نقاط ساحل اقیانوس هند است. بعدها مسلمان دیگری به نام ابن وهب در ۸۷۰ به چین سفر کرد و ابوزید (نیمهٔ اول سدهٔ دهم میلادی) شرح سفر او را نوشت. جلال ستاری در کتاب پژوهشی در حکایت‌های سند باد بحری با پژوهش در داستان‌های هزار و یک شب و سفرهای سندباد بحری می‌نویسد: «سندباد بازرگانی هوشمند ساکن بغداد است که در بندربصره و شاید هم سیراف به کشتی نشسته و به جزایر دور دست در دریای هند و چین سفر می‌کند… سیراف نیز در آن زمان شاید بزرگ‌ترین بندر خلیج فارس بود که از آن‌جا مروارید و پارچه‌های پنبه‌ای و ابریشم به هندوچین می‌بردند» از این سفرها که به‌طور غریبی مؤید روایات کهن بودند، تدوین مجموعه‌ای از قصه‌ها پیرامون نام سندباد بحری شکل گرفت. رضا طاهری در کتاب از مروارید تا نفت باعنوان سیراف شهرافسانه‌ای و شهر سندباد بحری می‌نویسد: «سندباد بحری و داستان‌های هزار و یکشب از دل برخی از افسانه‌ها و داستان‌های دوره ساسانی و برخی از سفرنامه‌های بازرگانان ایرانی قرن‌های اولیه اسلامی برگرفته شده است. بعدها در بازرگانی بصره و سیراف با کشورهای هند و چین و شروع ادبیات جدید، داستان‌هایی در آمیزش با فرهنگ عرب در دل هزار و یک شب جای گرفتند.»

## سندباد حکیم
رضا طاهری در مقدمهٔ کتاب هزار و یک روز از قصه‌های عامیانه عصر صفوی می‌نویسد: سندبادنامه، داستانی است که ظاهراً از ترجمهٔ داستان‌های هندی در دروهٔ ساسانی به فارسی است. در «سندبادنامه» شاهزاده‌ای به تهمتی دچار می‌شود، پدر قصد قصاص او دارد، وزیران دربار به دستور حکیم سندباد هر یک در برابر کنیزی که به شاهزاده تهمت زده است چندین داستان از مکر زنان نقل می‌کنند که مرگ او را به تأخیر اندازند و کنیزک نیز بیکار ننشسته برای اثبات ادعای خود داستانی در جواب می‌آورد، در این مدت شاهزاده خاموش است و هیچ گونه دفاعی نمی‌کند. این کتاب، نخست به دستور نوح بن منصور سامانی (سلطنت: ۳۸۷–۳۶۵ قمری)، توسط خواجه عمید ابوالفوارس قناوزی، به فارسی دری ترجمه شد؛ و نیز آن را به عربی ترجمه کردند و بارها ترجمه به نثر و نظم شد که تنها نسخهٔ بازماندهٔ آن «سندبادنامه» ظهیری سمرقندی قرن ششم به نثر هست. حمزه بن حسن اصفهانی از دو کتاب «سندبادنامه» که در دوران اشکانیان نگارش یافته‌اند یاد می‌کند (اصفهانی، ۱۳۴۶: ۴۱) و ابن ندیم نیز در «الفهرست» این اثر را ایرانی می‌داند (ابن‌ندیم، ۱۳۶۴: ۴۵۱) غالب محققان امروزی بر اساس شیوهٔ داستان‌نویسی این کتاب را هندی و ترجمهٔ عصر ساسانی می‌دانند و ستاری با اشاره به دو کتاب «سندبادنامه»، کتاب «سندباد الکبیر» را سندباد الحکیم و «سندباد صغیر» را داستان‌های چون سندباد بری و بحری در «هزار و یک روز» می‌داند. (ستاری، افسون شهرزاد، 1382: 10).

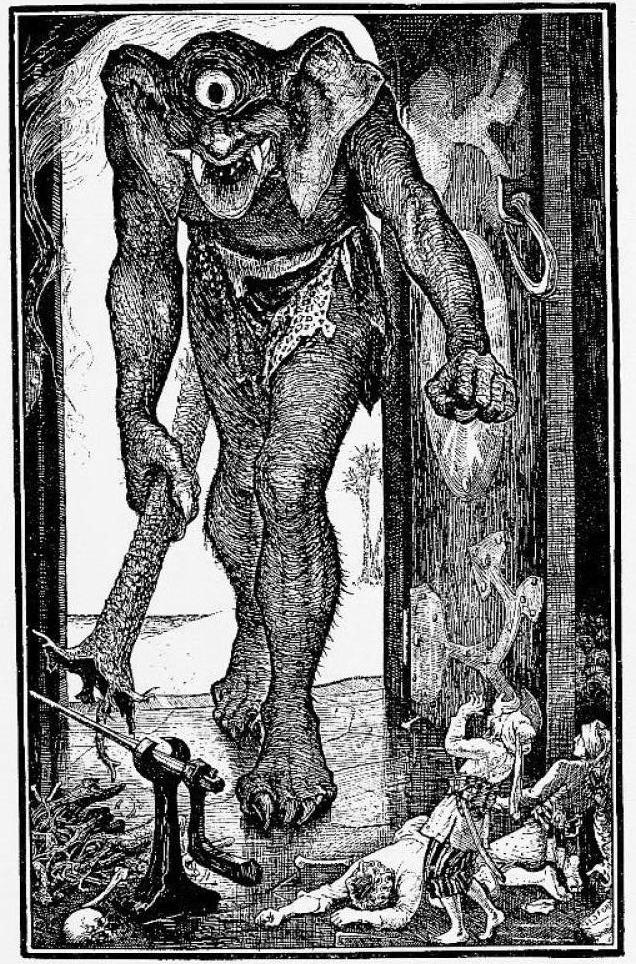
رودررویی با غول آدمخوار در سفر سوم

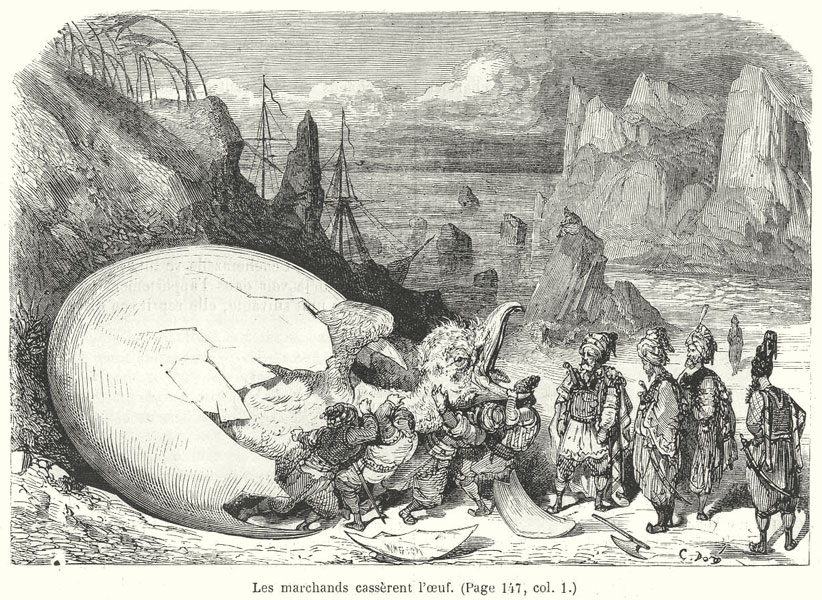
سفر پنجم سندباد

## در ادبیاتِ معاصر
مایهٔ سندباد الهام‌بخشِ کارهایی در ادبیاتِ نوینِ فارسی بوده است. هشتمین سفر سندباد نمایشنامه‌ای از بهرام بیضایی است که از نمایشنامهٔ کوتاهِ «سفر هشتم سندباد» کارِ پرویز ناتل خانلری ملهم شد. سندباد غائب دفترِ شعری از محمّدعلی سپانلو و در وهم سندباد محمّد مختاری نیز دیگر کتاب‌هایی هستند که از مایهٔ سندباد ملهم شده‌اند. آوازهای سندباد عبدالوهاب البیاتی به ترجمهٔ محمّدرضا شفیعی کدکنی نیز از دیگر آثار از این قبیل است.

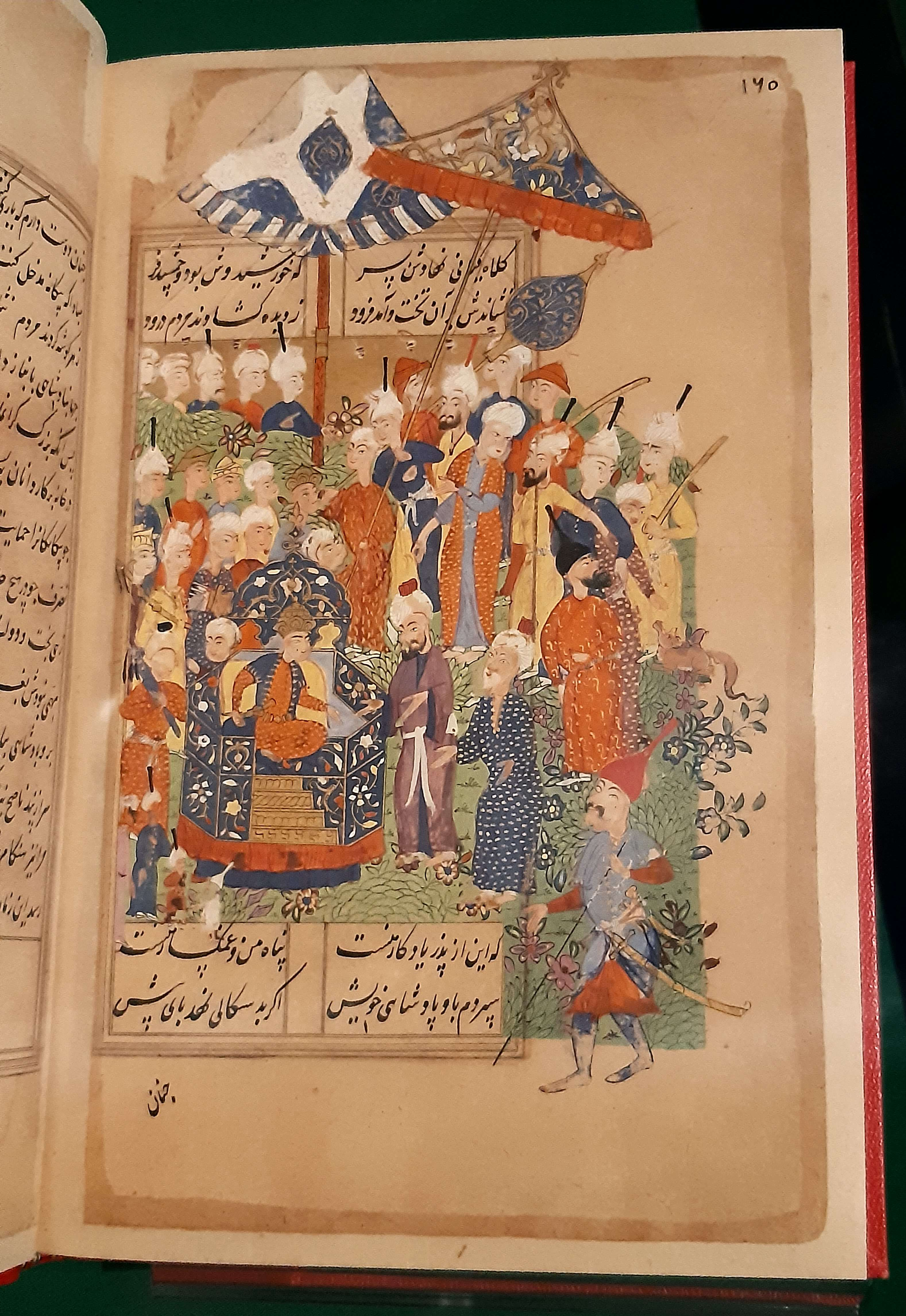
سندباد نامه

## فیلمها

### فیلم‌های انیمیشن انگلیسی زبان
- Sinbad the Sailor (1935) یک فیلم پویانمایی کوتاه محصول و کارگردانی Ub Iwerks است.
- Popeye the Sailor Meets Sindbad the Sailor (1936) یک موضوع کوتاه کارتونی انیمیشنی دو حلقه ای در سری Popeye Color Feature است که در Technicolor تولید و در ۲۷ نوامبر ۱۹۳۶ توسط پارامونت پیکچرز به سینماها اکران شد. برای Fleischer Studios, Inc. و کارگردانی Dave Fleischer.
- سندباد (۱۹۹۲) یک فیلم پویانمایی است که در ابتدا در ۱۸ مه ۱۹۹۲ و بر اساس داستان کلاسیک شب‌های عربی، سندباد ملوان، ساخته شده توسط گلدن فیلمز منتشر شد.
- سندباد: فراتر از حجاب مه (۲۰۰۰) اولین فیلم بلند انیمیشن کامپیوتری است که منحصراً با استفاده از تصویربرداری حرکتی ساخته شده است.
- سندباد: افسانه هفت دریا (۲۰۰۳) یک انیمیشن ماجراجویی آمریکایی است که توسط دریم ورکس انیمیشن تولید و توسط دریم ورکس پیکچرز توزیع شده است. در این فیلم از انیمیشن سنتی و انیمیشن کامپیوتری استفاده شده است. این فیلم توسط تیم جانسون کارگردانی شد

### فیلم‌های انیمیشن غیر انگلیسی زبان
- Arabian naito: Shindobaddo no bôken (شبهای عربی: ماجراهای سندباد) (۱۹۶۲) (فیلم انیمیشن ژاپنی).
- هزار و یک شب (۱۹۶۹) داستان ساخته شده توسط اسامو تزوکا، ترکیبی از داستان‌های هزار و یک شب دیگر و افسانه‌های سندباد.
- Pohádky Tisíce a Jedné Noci (قصه‌های ۱۰۰۱ شب) (۱۹۷۴)، یک انیمیشن هفت قسمتی از کارل زمان است.
- Doraemon: Nobita's Dorabian Nights[8] (1991).
- سندباد (سه‌گانه فیلم) (۲۰۱۵–۲۰۱۶) مجموعه‌ای از انیمیشن‌های ماجراجویی خانوادگی ژاپنی است که توسط Nippon Animation و Shirogumi تولید شده‌اند.
- ماجراهای سندباد (۲۰۱۳) یک فیلم پویانمایی دو بعدی هندی به کارگردانی شینجان نئوگی و آبیشک پانچال و تهیه‌کنندگی افضل احمد خان است.[۹]
- سندباد: دزدان دریایی هفت طوفان (۲۰۱۶) یک انیمیشن روسی توسط کمپانی فیلمسازی سی تی بی.

### فیلم‌های زنده انگلیسی زبان
- شب‌های عربی فیلمی ماجرایی محصول سال ۱۹۴۲ به کارگردانی جان رالینز و با بازی سابو، ماریا مونتز، جان هال و لیف اریکسون است. این فیلم برگرفته از کتاب هزار و یک شب است، اما بیشتر مدیون تخیل یونیورسال پیکچرز است تا داستان‌های اصلی عربی. برخلاف دیگر فیلم‌های این ژانر (دزد بغداد)، هیچ هیولا یا عناصر ماوراء طبیعی در آن دیده نمی‌شود.[۱۰]
- سندباد ملوان (۱۹۴۷) یک فیلم تخیلی آمریکایی محصول ۱۹۴۷ به کارگردانی ریچارد والاس و با بازی داگلاس فیربنکس جونیور، مورین اوهارا، والتر اسلزاک و آنتونی کوئین است. داستان «هشتمین» سفر سندباد را روایت می‌کند که در آن او گنج گمشده اسکندر مقدونی را کشف می‌کند.
- پسر سندباد (۱۹۵۵) یک فیلم ماجراجویی آمریکایی محصول ۱۹۵۵ به کارگردانی تد تتزلاف است. در خاورمیانه اتفاق می‌افتد و از شخصیت‌های مختلف شامل بیش از ۱۲۷ زن تشکیل شده است.
- هفتمین سفر سندباد (۱۹۵۸) یک فیلم ماجرایی فانتزی قهرمانانه تکنی کالر محصول ۱۹۵۸ به کارگردانی ناتان اچ جوران با بازی کروین ماتیوز، تورین تاچر، کاترین گرانت، ریچارد ایر و الک مانگو است. این توسط کلمبیا پیکچرز توزیع شد و توسط چارلز اچ. اشنیر تهیه شد.[۱۱]
- کاپیتان سندباد (۱۹۶۳) یک فیلم فانتزی و ماجراجویی مستقل محصول ۱۹۶۳ است که توسط فرانک کینگ و هرمان کینگ (برادران کینگ پروداکشن) به کارگردانی بایرون هاسکین ساخته شده و گای ویلیامز و هایدی برول در آن بازی کرده‌اند. فیلم در استودیو فیلم باواریا در آلمان فیلمبرداری شد و توسط مترو گلدوین مایر توزیع شد.[۱۲]
- سفر طلایی سندباد (۱۹۷۳) فیلمی فانتزی به کارگردانی گوردون هسلر و دارای جلوه‌های استاپ موشن توسط ری هریهاوزن. این دومین فیلم از سه فیلم سندباد است که توسط کلمبیا پیکچرز منتشر شده است.
- سندباد و چشم ببر (۱۹۷۷) فیلمی فانتزی به کارگردانی سام وانامیکر و دارای جلوه‌های استاپ موشن توسط ری هریهاوزن است. در این فیلم پاتریک وین، تارین پاور، مارگارت وایتینگ، جین سیمور و پاتریک تروتون به ایفای نقش پرداخته‌اند. این سومین و آخرین فیلم سندباد است که توسط کلمبیا پیکچرز منتشر شده است

### فیلم‌های اکشن زنده انگلیسی مستقیم به ویدیو
- سندباد: نبرد شوالیه‌های تاریکی (۱۹۹۸) - فیلم DTV دربارهٔ پسر جوانی که برای کمک به سندباد باید به گذشته برگردد.
- ۷ ماجرای سندباد (۲۰۱۰) یک فیلم ماجراجویی آمریکایی به کارگردانی آدام سیلور و بن هیفلیک است. به عنوان یک فیلم ساختگی که توسط The Asylum توزیع می‌شود، تلاش می‌کند از شاهزاده ایرانی: شن‌های زمان و برخورد تایتان‌ها سرمایه‌گذاری کند.[۸]
- سندباد و مینوتور (۲۰۱۱) با بازی مانو بنت یک فیلم فانتزی B استرالیایی محصول ۲۰۱۱ به کارگردانی کارل زویکی است که به عنوان دنباله غیررسمی فیلم ۱۹۴۷ داگلاس فیربنکس جونیور و سه‌گانه سندباد هریهاوزن است. با افسانه یونانی مینوتور.[۱۰]
- سندباد: سفر پنجم (۲۰۱۴) با بازی شاهین شان سولیمون، فیلمی کم‌هزینه.
- Sinbad and the War of the Furies (2016) یک فیلم اکشن آمریکایی با بازی جان هنیگان، پخش مستقیم.

### فیلم‌های لایو اکشن غیر انگلیسی زبان
- سندباد خالاشی یا سندباد ملوان یک فیلم اکشن و ماجراجویی صامت هندی محصول ۱۹۳۰ توسط رامچاندرا گوپال تورنی است.[۸]
- سندباد جاهازی، یا سندباد ملوان، یک فیلم ماجراجویی هندی زبان هندی محصول ۱۹۵۲ توسط نانابهای بات است.[۸]
- سندباد کی بتی یا دختر سندباد یک فیلم فانتزی هندی زبان هندی محصول ۱۹۵۸ توسط راتیلال است. این فیلم دختر سندباد را دنبال می‌کند که در جستجوی پدر گمشده اش بیرون می‌رود.[۸]
- پسر سندباد (به انگلیسی: Son of Sinbad) یک فیلم هندی زبان هندی ساخته نانابهای بات است که در سال ۱۹۵۸ منتشر شد. دنباله سندباد جهازی، ماجراهای پسر سندباد را در دریای آزاد دنبال می‌کند.[۸]
- Sinbad contro i sette saraceni (سنباد در برابر هفت ساراسین). (ایتالیایی: Sindbad contro i sette saraceni، همچنین به عنوان سندباد در برابر ۷ ساراسین شناخته می‌شود) یک فیلم ماجراجویی ایتالیایی محصول ۱۹۶۴ به نویسندگی و کارگردانی Emimmo Salvi و با بازی گوردون میچل است.[۹][۱۰] این فیلم مستقیماً در تلویزیون پخش شد. ایالات متحده توسط تلویزیون بین‌المللی آمریکا در سال ۱۹۶۵.
- سندباد علی‌بابا و علاءالدین (به انگلیسی: Sindbad Alibaba and Aladdin) یک فیلم موزیکال فانتزی-ماجراجویی هندی زبان هندی است که در سال ۱۹۶۵ ساخته شده توسط پرم نارایان آرورا ساخته شده است. پرادیپ کومار در نقش سندباد بازی کرد.[۸]
- Shehzade Sinbad Kaf Daginda (شاهزاده سندباد کوهستان) (۱۹۷۱) (فیلم ترکی).
- Simbad e il califfo di Bagdad (سنباد و خلیفه بغداد) (۱۹۷۳) (فیلم ایتالیایی).
- سندباد هفت دریا (۱۹۸۹) یک فیلم فانتزی ایتالیایی محصول سال ۱۹۸۹ و به کارگردانی انزو جی کاستلاری بر اساس داستانی از لوئیجی کوزی است که حول محور ماجراهای سندباد ملوان می‌چرخد. سندباد باید پنج سنگ جادویی را بازیابی کند تا شهر بصره را از طلسم شیطانی یک جادوگر رها کند، که سفر او را به جزایر مرموز می‌برد و برای نجات جهان باید با موجودات جادویی مبارزه کند.

### تلویزیون

#### سریال‌ها و فیلم‌های انگلیسی زبان
- سندباد جونیور و کمربند جادویی اش (۱۹۶۵).
- نیروی آزادی (مجموعه تلویزیونی) (۱۹۷۸).
- ماجراهای سندباد (۱۹۷۹) - انیمیشن تلویزیونی.
- سریال Mystery Science Theatre 3000 (1993) قسمت: سفر جادویی سندباد
- سفرهای شگفت‌انگیز سندباد دریانورد (۱۹۹۶–۱۹۹۸) یک مجموعه تلویزیونی انیمیشن آمریکایی است که بر اساس داستان شب‌های عربی سندباد ملوان و محصول فرد ولف فیلمز است که از ۲ فوریه ۱۹۹۸ از شبکه کارتون پخش شد.[۸]
- ماجراهای سندباد (۱۹۹۶–۱۹۹۸) یک مجموعه تلویزیونی اکشن/ماجراجویی فانتزی کانادایی است که داستانی از خلبانی به همین نام دنبال می‌کند.
- اپیزود The Backyardigans (2007): 'Sinbad Sails Alone'.
- سندباد (۲۰۱۲) - یک مجموعه تلویزیونی بریتانیایی از Sky1.
- سندباد و ۷ کهکشان (۲۰۱۶ توسط Sun TV، انتخاب شده توسط Toonavision در سال ۲۰۲۰) یک مجموعه تلویزیونی انیمیشن کمدی ماجراجویی کودکان است[۹] که توسط راجا مسیلمانی و IP متعلق به Creative Media Partners ساخته شده است.[۱۰]
- نکته: سندباد در فصل 3 Been There, Done That of Xena Warrior Princess ذکر شد، اما در واقع ظاهر نشد، زمانی که یکی از عاشقان داستان به Xena می‌گوید که امیدوار است هرکول ظاهر شود تا دهکده خود را از نفرین نجات دهد. .

### سریال‌ها و فیلم‌های غیر انگلیسی زبان
- شب‌های عربی: ماجراهای سندباد (نایتسو عربی: Shinbaddo No Bôken، ۱۹۷۵).
- Manga Sekai Mukashi Banashi: The Arabian Nights: Adventures of Sinbad the Sailor (1976) مجموعه تلویزیونی انیمیشن ژاپنی به کارگردانی سادائو نوزاکی و تاتسویا ماتانو. تهیه‌کننده یوجی تانو. منشأ این سریال به نام Manga Hajimete Monogatari است

## در بازی‌های ویدیویی
- در سال ۱۹۷۸، تولید گوتلیب یک ماشین پین بال به نام سندباد را منتشر کرد. همچنین در یک دوره کوتاهتر، یک بازی پین بال Eye of the Tiger منتشر شد.[۹]
- در سال ۱۹۸۴، سندباد توسط نرم‌افزار آتلانتیس منتشر شد.[۱۰]
- در سال ۱۹۸۶، Sinbad and the Golden Ship توسط Mastertronic Ltd.[11] منتشر شد.
- بازی دیگری در سال ۱۹۸۶ به نام The Legend of Sinbad توسط Superior Software منتشر شد.[۱۲]
- در سال ۱۹۸۷، سندباد و تخت شاهین توسط Cinemaware منتشر شد.[۱۳]
- در سال ۱۹۹۶، بازی شیطان پین بال Tales of the Arabian Nights با حضور سندباد منتشر شد.[۱۴] این بازی (تولید شده توسط ویلیامز الکترونیک) نبرد سندباد با راک‌ها و سیکلوپ‌ها را به عنوان ماموریت‌های جانبی برای به دست آوردن جواهرات نشان می‌دهد. این بازی در مجموعه بازی‌های ویدیویی تالار مشاهیر پین بال: مجموعه ویلیامز در سال ۲۰۰۹ اقتباس شد.
- در سال ۲۰۰۷، سگا فیلم Sonic and the Secret Rings با تم شب‌های عربی را منتشر کرد که در آن Knuckles the Echidna نقش سندباد را بر عهده گرفت.

## در موزیک غرب
- در سوئیت شهرزاده نیکولای ریمسکی-کورساکوف، موومان‌های اول، دوم و چهارم بر بخش‌هایی از داستان سندباد تمرکز دارند. اجزای مختلف داستان دارای مضامین قابل شناسایی در اثر هستند که از آن جمله می‌توان به صخره‌ها و دریای خشمگین اشاره کرد. در حرکت نهایی اوج، کشتی سندباد (سفر ششم) در حالی به تصویر کشیده می‌شود که با سرعت به سمت صخره‌ها می‌شتابد و تنها کشف تصادفی جریان غار به او اجازه می‌دهد تا بگریزد و به سرندیب گذر کند.
- آهنگ سندباد ملوان در موسیقی متن فیلم هندی Rock On!! تمرکز بر داستان سندباد ملوان در قالب موسیقی است.
- Sinbad et la légende de Mizan (2013) یک موزیکال روی صحنه فرانسوی. رویداد کمدی موزیکال در لورن. ساخته‌ای اصیل بر اساس تاریخ سندباد نیروی دریایی، قهرمانان ۱۰۰۱ شب. تلاشی برای عبور از شرق، ۳۰ هنرمند روی صحنه، رمز و راز، مبارزات، موسیقی و رقص‌های حسادت‌انگیز… ماجرایی جدید برای سندباد، بسیار خطرناک‌تر از همه.
- ماجراهای سندباد در ضبط‌های صوتی مختلف هم به‌عنوان خواندنی و هم به‌عنوان نمایشنامه‌سازی ظاهر شده‌اند، از جمله علی بابا و چهل دزد/ سندباد دریانورد (Riverside Records RLP 1451/Golden Wonderland GW 231، با بازی Denis Quilley), Sinbad the Sailner (Tale Spin) در United Artists Records UAC 11020، با بازی درک هارت)، سندباد دریانورد: داستانی از شب‌های عربی (کدمون رکوردز TC-1245/فونتانا رکوردز SFL 14105، خوانده شده توسط آنتونی کویل)، سندباد ملوان / ماجراهای الیور توئیست و فاگین (مسترورک کلمبیا ۴۰۷)، خوانده شده توسط Basil Rathbone)، 1001 Nights: Sinbad the Sailor and Other Stories (Naxos Audio ۸٫۵۵۵۸۹۹، به روایت برنارد کریبینز) و The Arabian Nights (سفرهای سندباد دریانورد) (Disneyland Records STER-3988).
- 'Nagisa no Sinbad' (渚のシンドバッド) چهارمین تک آهنگی بود که توسط Pink Lady، یک دوتایی محبوب ژاپنی در اواخر دهه ۱۹۷۰ و اوایل دهه ۱۹۸۰ منتشر شد. این آهنگ توسط گروه سابق بت W و سوپر گروه ژاپنی Morning Musume کاور شده است.

## در ادبیات غرب
- در کنت مونت کریستو، «سنباد ملوان» تنها یکی از نام مستعار بسیاری است که ادموند دانتس استفاده کرده است.
- جیمز جویس در اولیس خود از سندباد ملوان به عنوان نام مستعار برای شخصیت دبلیو بی. مورفی و به عنوان آنالوگ اودیسه. او همچنین بی رحمانه بر این نام جناب می‌زند: جنباد زندانبان، تین باد خیاط، وین باد نهنگ و غیره.
- در نمایشنامه صدای دیلن توماس، Under Milk Wood، بارمن میخانه Sailor's Arms Sinbad Sailors نام دارد.
- ادگار آلن پو داستانی به نام «داستان هزار و دوم شهرزاده» نوشت. این هشتمین و آخرین سفر سندباد ملوان را به همراه اسرار مختلفی که سندباد و خدمه اش با آن روبرو می‌شوند را به تصویر می‌کشد. سپس ناهنجاری‌ها به عنوان پاورقی داستان توصیف می‌شوند.
- «ماجراهای سندباد ملوان» شاعر لهستانی بولسلاو لِشمیان مجموعه‌ای از داستان‌هایی است که بر اساس شب‌های عربی ساخته شده است.
- ماجراهای سندباد نوشته گیولا کرودی، نویسنده مجارستانی، مجموعه ای از داستان‌های کوتاه بر اساس شب‌های عربی است.
- در «آخرین سفر یکی از ملوان» جان بارت، «سنباد ملوان» و سفرهای سنتی او مجموعه‌ای از «سفرهای» یک روزنامه‌نگار جدید قرن بیستم معروف به «کسی ملوان» را به تصویر می‌کشد.
- استیون میلهاوزر، برنده جایزه پولیتزر، داستانی با عنوان 'هشتمین سفر سندباد' در مجموعه خود در سال ۱۹۹۰ موزه بارنوم دارد.er.